# Parafia Matki Bożej Łaskawej w Siekierczynie
Parafia Matki Bożej Łaskawej w Siekierczynie – parafia rzymskokatolicka, należąca do dekanatu limanowskiego w diecezji tarnowskiej. Opiekę nad nią sprawują księża diecezjalni. Swoim zasięgiem obejmuje Siekierczynę oraz częściowo wsie Przyszowa, Roztoka i Stara Wieś.
Odpust parafialny obchodzony jest 3 maja - w święto patronki. 
Proboszczem parafii jest ks. Kazimierz Matusik.

## Historia
Siekierczyna od początku swojego istnienia należała do parafii w Kaninie. Trudności z dotarciem do kościoła (zwłaszcza zimą) sprawiły, że w 1956 mieszkańcy rozpoczęli starania o budowę na terenie wsi oddzielnej kaplicy. Przebudowano w tym celu budynek Gromadzkiej Rady Narodowej, którą przebudowano zaledwie w trzy miesiące. 22 czerwca 1957 w kaplicy erygowana została samodzielna parafia w Siekierczynie.
W 1986 udało się uzyskać zezwolenie na budowę nowej świątyni. Służy ona parafii do dziś.